# Trockenrasen-Komplex nordöstlich Herrnschwende
Trockenrasen-Komplex nordöstlich Herrnschwende este o arie protejată (arie specială de conservare — SAC, sit de importanță comunitară — SCI) din Germania întinsă pe o suprafață de 211 ha, integral pe uscat.

## Localizare
Centrul sitului Trockenrasen-Komplex nordöstlich Herrnschwende este situat la coordonatele 51°14′23″N 11°03′39″E / 51.2397°N 11.0608°E.

## Înființare
Situl Trockenrasen-Komplex nordöstlich Herrnschwende a fost declarat sit de importanță comunitară în septembrie 2000 pentru a proteja 3 specii de animale. Situl a fost protejat și ca arie specială de conservare în iulie 2008.

## Biodiversitate
Situată în ecoregiunea continentală, aria protejată conține 5 habitate naturale: Pajiști carstice calcaroase sau bazofile, de Alysso-Sedion albi, Pajiști uscate seminaturale și facies de acoperire cu tufișuri pe substraturi calcaroase (Festuco-Brometalia) (* situri importante pentru orhidee), Pajiști stepice subpanonice, Fânețe de joasă altitudine (Alopecurus pratensis, Sanguisorba officinalis), Păduri de stejar și carpen Galio-Carpinetum.
La baza desemnării sitului se află mai multe specii protejate de  păsări (3): presură sură (Emberiza calandra), capîntortură (Jynx torquilla), sfrâncioc roșiatic (Lanius collurio)
Pe lângă speciile protejate, pe teritoriul sitului au mai fost identificate 28 de specii de plante, 39 de specii de nevertebrate, 1 specie de reptile.